# Andrzej Kluczyński
Andrzej Kluczyński (ur. 25 października 1892 w Iłówcu, zm. 1967) – polski robotnik, powstaniec wielkopolski. 

## Życiorys
Pochodził z rodziny robotniczej, był synem Ignacego i Katarzyny z domu Izydorczyk. W 1906 skończył szkołę powszechną. Od 1907 do 1910 praktykował u kowala. Potem podejmował zatrudnienie w prywatnych przedsiębiorstwach. Od 1912 do 1914 należał do tajnej antypruskiej organizacji podziemnej. W armii niemieckiej służył od 15 października 1915 do listopada 1918. W grudniu tego roku wstąpił w Poznaniu do Wojska Polskiego i brał czynny udział w powstaniu wielkopolskim, służąc m.in. pod pułkownikiem Kazimierzem Zenktellerem. Rozbrajał Grenzschutz, walczył o Koszary Saperów na Wildzie (ul. Rolna), o koszary 6 pułku grenadierów (ul. Szylinga) oraz brał udział w bitwie o Ławicę. Od 16 stycznia 1919 walczył na froncie zachodnim powstania (Łomnica, Zbąszyń). 9 lutego 1919 wzięty do niewoli i pobity do nieprzytomności kolbami karabinów. Niemcy osadzili go w więzieniu w Trzcielu, a potem w Międzyrzeczu, gdzie przebywał sześć tygodni. Ostatecznie przewieziono go do obozu jenieckiego w Havelbergu (w listopadzie 1919 został zwolniony). 
Po powstaniu służył nadal w wojsku. Po służbie na lotnisku Ławica w Poznaniu (obsługa połączeń cywilnych) przeniesiono go do Szkoły Lotniczej w Dęblinie. 13 listopada 1920 został zwolniony z wojska i zatrudniony na kolei w Poznaniu, gdzie do 5 września 1939 pracował jako ślusarz parowozowy w warsztatach kolejowych. 1 grudnia 1939 całą rodzinę Niemcy wysiedlili do Łysowodów (powiat ostrowiecki). Pracował pod przymusem w Warsztatach Kolejowych w Radomiu.
Po zakończeniu wojny zamieszkał w Świdnicy, gdzie 21 sierpnia 1945 podjął zatrudnienie w Warsztatach Wagonowych. W 1952 przeszedł na emeryturę. Pośmiertnie awansowany na porucznika za udział w powstaniu wielkopolskim.

## Odznaczenia
- Medal Dziesięciolecia Odzyskanej Niepodległości,
- Medal Niepodległości (140/38),
- Wielkopolski Krzyż Powstańczy (1958),
- Krzyż Kawalerski Orderu Odrodzenia Polski (1967)[1].